# Église Saint-Blaise-et-Saint-Martin d'Ancizan
L'église Saint-Blaise-et-Saint-Martin d'Ancizan est une église catholique située à Ancizan, dans le département français des Hautes-Pyrénées en France.

## Localisation
L'église Saint-Blaise-et-Saint-Martin est située à l'ouest du village.

## Toponymie
La double dédicace de l'église aux saints Blaise et Martin, dès le XIVe siècle, rappelle l'ancienneté du travail de la laine d'Ancizan. Saint Blaise était le patron des tisserands et saint Martin par charité coupa son manteau en deux pour en offrir une moitié à un pauvre.

## Historique
En 1840 il est décidé par les élus communaux de la reconstruction du sanctuaire (église, cimetière).
La construction démarre en juin 1848 et finit en juillet 1855 sur les plans de l'architecte tarbais J.J. Latour.
L’église Saint-Blaise-et-Saint-Martin, en totalité - y compris le clocher-porche et le perron -, est inscrit au titre des Monuments historiques par arrêté du 24 avril 2025.

## Architecture
L'église présente un vaste plan allongé à trois vaisseaux dont la nef centrale est terminée par une abside semi-circulaire.
 À la suite des travaux, l'église a été désorientée, ce qui signifie que le chœur actuel soit accolé à l'ancien clocher, deux bas-côtés encadrent la nef.
Le portail de style classique actuel est orné d'un chrisme (monogramme du Christ) du XIIe siècle de l'ancienne église. Une rose surmontée d'un triplet (trois ouvertures) parachève la décoration.

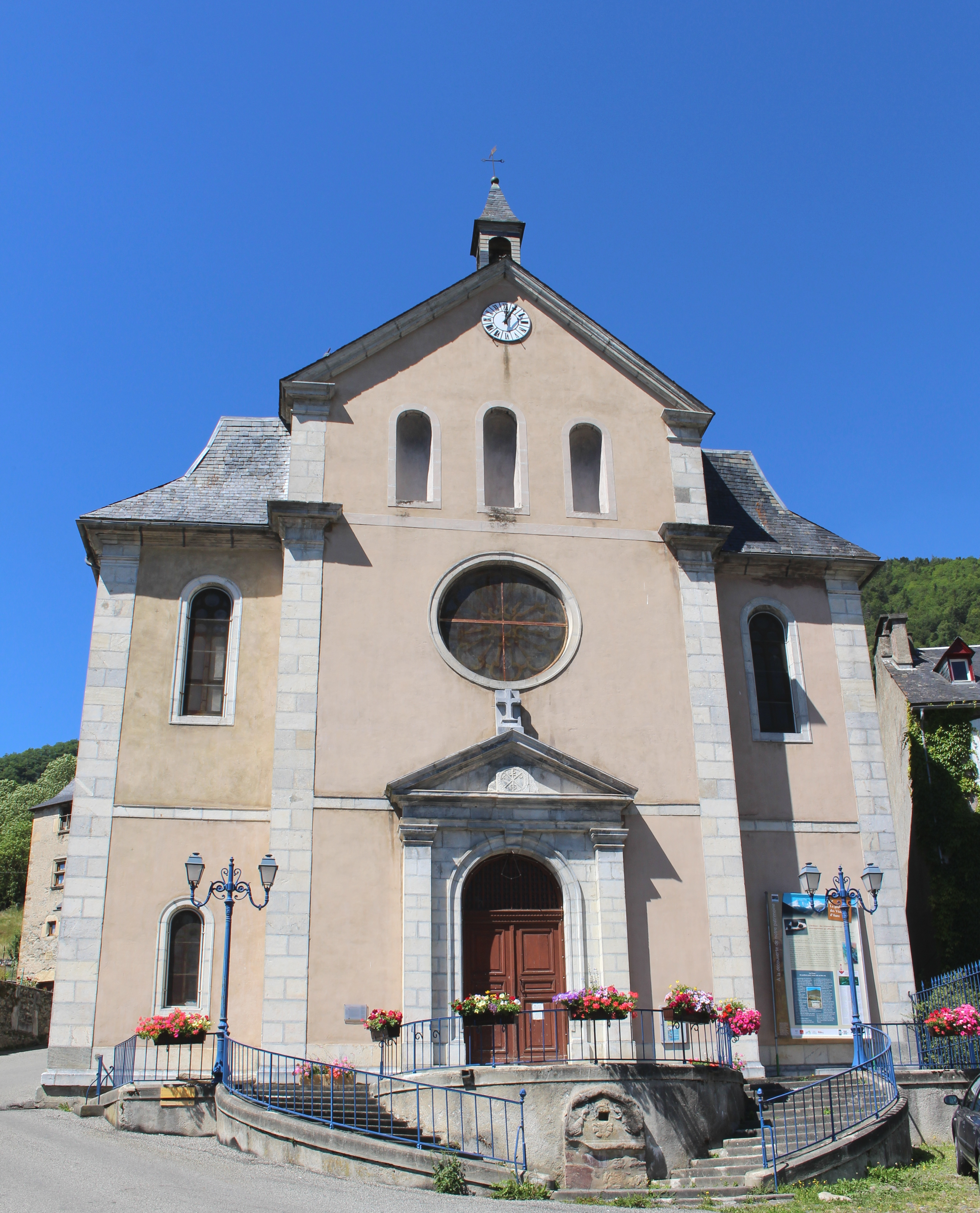

## Le chemin de croix
D'après les recherches de la commune de Tuzaguet, l'église Saint-Blaise-et-Saint-Martin d'Ancizan a le même chemin de croix que l'église Notre-Dame-de-l'Assomption de Tuzaguet.